# BTuFC Helvetia 98
Der BTuFC Helvetia 98 war ein Fußballverein aus Berlin.

## Geschichte
Der Berliner Thor- und Fußballclub Helvetia wurde am 5. Juni 1898 gegründet. Wie viele andere Berliner Fußballvereine in dieser Zeit trug er seine Spiele auf dem Tempelhofer Feld aus. In der Spielzeit 1902 gehörte er der obersten Spielklasse des VBB an, stieg aber sofort wieder in den unterklassigen Fußball ab. Ab 1906 verlieren sich die Spuren des Vereins.
Der Namensbestandteil Thorball bezog sich auf die damals so bezeichnete Sportart Cricket, die neben dem Fußballsport ausgeübt wurde.